# Gil Evans
Gil Evans, właśc. Ian Ernest Gilmore Green (ur. 13 maja 1912 w Toronto, zm. 20 marca 1988 w Cuernavaca) – kanadyjski muzyk jazzowy, aranżer, kompozytor i pianista. Wniósł duży wkład w rozwój muzyki big-bandowej, free jazzu, jazzu modalnego i jazz-rocka. Wieloletni współpracownik Milesa Davisa. Laureat NEA Jazz Masters Award 1985.
Przyjął nazwisko drugiego męża swojej matki, który był górnikiem. Młodość spędził w Kalifornii. Od 1946, po odbyciu służby wojskowej, mieszkał i pracował w Nowym Jorku. Jego mieszkanie stało się ważnym punktem spotkań tamtejszych muzyków jazzowych. Od 1948 współpracował z Milesem Davisem.

## Dyskografia
- 1957: Gil Evans & Ten
- 1958: New Bottle Old Wine
- 1959: Great Jazz Standards
- 1960: Out of the Cool
- 1961: Into the Hot
- 1964: The Individualism of Gil Evans
- 1965: Guitar Forms (z Kennym Burrellem)
- 1966: Look to the Rainbow (z Astrud Gilberto)
- 1971: Blues in Orbit
- 1971: Where Flamingos Fly (Artists House)
- 1973: Svengali
- 1975: Plays the Music of Jimi Hendrix[5]
- 1975: There Comes a Time
- 1977: Priestess (Antilles Records)
- 1978: Little Wing (Circle Records)
- 1980: Live at the Public Theater Volume 1 & 2
- 1986: Live at Sweet Basil
- 1986: Farewell
- 1986: Bud and Bird (Nagroda Grammy 1989)
- 1986: ścieżka dźwiękowa do filmu Absolutni debiutanci
- 1987: Live at Umbria Jazz: Volume 1 & 2
- 1987: 75th Birthday Concert
- 1987: Paris Blues (duet z Steve’em Lacym)
- 1987: Last Session (ze Stingiem)
- 1988: A Tribute to Gil
- 1990: Gil Evans with RMS – Take Me To The Sun